# ۱۰۱۸ (میلادی)
۱۰۱۸ (میلادی) هزار و هجدهمین سال تقویم میلادی است.

## زادگان
- هاردیکانوت، پادشاه انگلستان و دانمارک (تاریخ احتمالی)

## درگذشتگان
- هارالد دوم، پادشاه دانمارک

‎